# Миролюбівка (Нікопольський район)
Миролю́бівка — село в Україні, у Томаківській селищній громаді Нікопольського району Дніпропетровської області.
До 2016 року орган місцевого самоврядування — Володимирівська сільська рада. Населення — 61 мешканець.

## Географія
Село Миролюбівка знаходиться на відстані 1,5 км від сіл Новомихайлівка та Грушеве.

## Інтернет-посилання
- Погода в селі Миролюбівка [Архівовано 7 червня 2016 у Wayback Machine.]